# 크리스 랭킨
크리스 랭킨(Chris Rankin, 1983년 11월 8일 ~ )은 잉글랜드의 배우이다. 해리 포터 영화 시리즈에서 퍼시 위즐리 역할로 출연하였다. 뉴질랜드 오클랜드 출신으로, 6살때 영국으로 이주했다.

## 출연 작품
- 해리 포터와 죽음의 성물 - 2부 (2011)
- 해리 포터와 불사조 기사단 (2007)
- 해리 포터와 아즈카반의 죄수 (2004)
- 해리 포터와 비밀의 방 (2002)
- 해리 포터와 마법사의 돌 (2001)